# Un altro giorno
Un altro giorno è un singolo del rapper italiano Mondo Marcio, pubblicato il 19 febbraio 2016 come primo estratto dal settimo album in studio La freschezza del Marcio.

## Descrizione
Traccia d'apertura dell'album, Un altro giorno è stato prodotto dal rapper Bassi Maestro e ha visto la partecipazione di Mr P. Simmons al basso e Sherrita Duran ai cori.

## Video musicale
Il video, diretto da Enea Colombi, è stato reso disponibile il 12 febbraio 2016 attraverso il canale Vevo del rapper.

## Tracce
1. Un altro giorno – 3:36